# Marele Duce Alexandru Alexandrovici al Rusiei
Marele Duce Alexandru Alexandrovici al Rusiei (rusă Великий Князь Александр Александрович Романов; 7 iunie 1869 – 2 mai 1870) a fost al doilea fiu al împăratului Alexandru al III-lea al Rusiei și a soției sale, împărăteasa Maria Feodorovna. A fost fratele mai mic al viitorului împărat Nicolae al II-lea. A murit de meningită în 1870, cu o lună înainte să împlinească un an. "Doctorii susțin că nu a suferit însă noi am suferit teribil să-l vedem și să-l auzim", a scris mama lui propriei ei mame, regina Louise a Danemarcei. Părinții lui l-au fotografiat postum, aceasta fiind singura fotografie a Marelui Duce Alexandru, aflat în coșciug înconjurat de flori. 